# Вінаго японський
Віна́го японський (Treron sieboldii) — вид голубоподібних птахів родини голубових (Columbidae). Мешкає в Східній і Південно-Східній Азії. Вид названий на честь німецького ботаніка Філіппа Франца фон Зібольда.

## Опис

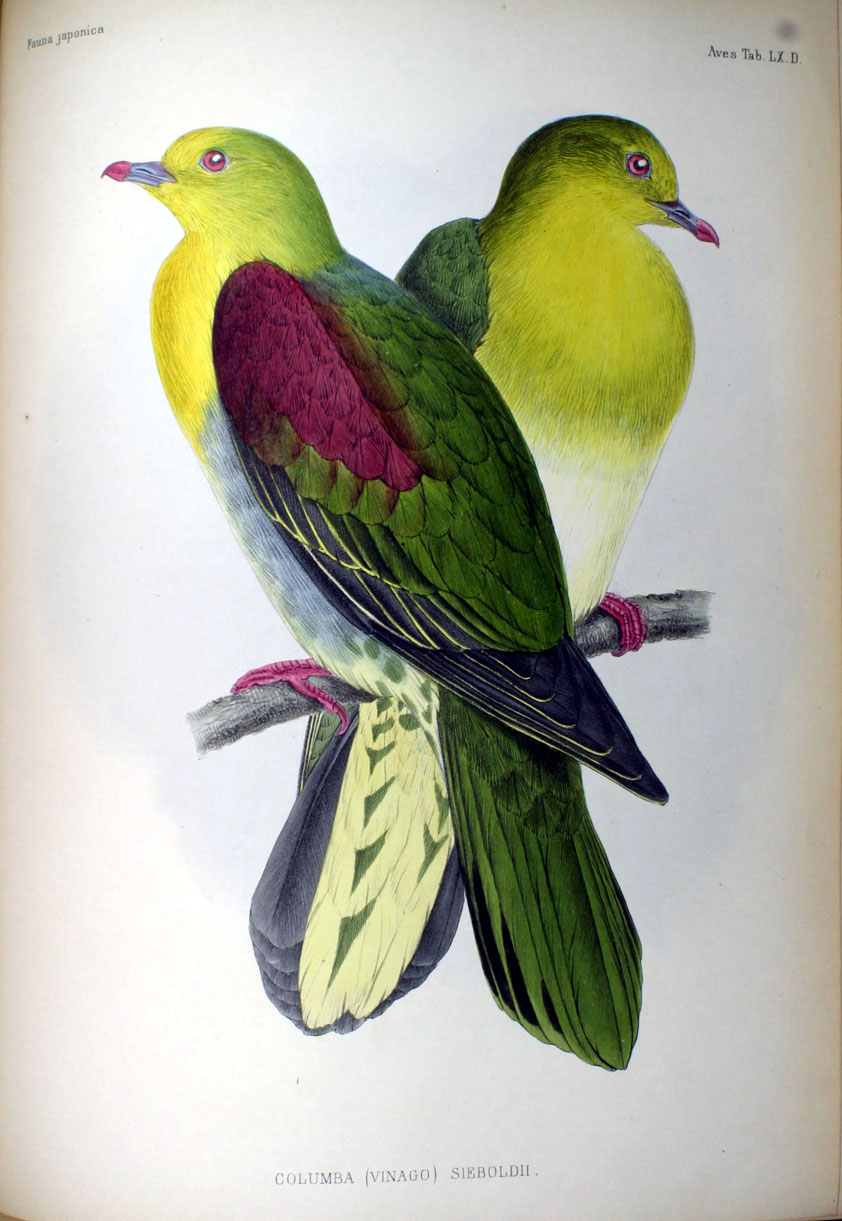
Японський вінаго

Довжина птаха становить 30-35 см. Довжина хвоста становить 10,3—12,2 см, довжина дзьоба 17—21 мм. У самців обличчя яскраво-жовтувато-зелене, потилиця і горло темно-оливково-зелені. Спина темно-зелена з сіруватим відтінком. Другорядні і третьорядні покривні пера пурпуро-коричневі з оливково-зеленими краями. Першорядні покривні пера чорні з вузькими лимонно-жовтими краями. Другорядні махові пера чорнуваті з лимонно-жовтими краями, першорядні махові пера чорні з вузькими зелено-жовтими краями. Надхвістя і верхі покривні пера хвоста темно-зелені. Хвіст має клиноподібну форму, крайні стернові пера чорнуваті з оливковим відтінком. Підборіддя і горло яскраво-жовті, скроні більш темні. Груди яскраво-зелено-жовті з оранжевою плямою. Живіт білуватий або світло-охристий, іноді з зеленуватим відтінком. Боки оливково-сірі, стегна поцятковані темно-оливковими плямками. Райдужки рожеві або пурпурові з блакитними кільцями. Навколо очей кільця голої сизої шкіри. Воскровиця і дзьоб біля основи яскраво-блакитні, кінець дзьоба більш сірий. Лапи червоні або пурпурові. У самиць сірий відтінок на спині, коричнево-пурпурові плями на крилах і оранжеві плями на грудях відсутні.

## Підвиди
Виділяють чотири підвиди:
- T. s. sieboldii (Temminck, 1835) — Японія і Східний Китай (Цзянсу, Фуцзянь);
- T. s. fopingensis Cheng, T, Tan & Sung, 1973 — Центральний Китай (схід Сичуаню, південь Шеньсі);
- T. s. sororius (Swinhoe, 1866) — високогір'я Тайваню, острів Ланьюй;
- T. s. murielae (Delacour, 1927) — південь центрального Китаю (Гуанчжоу, Гуансі), острів Хайнань, північ Таїланду і Лаосу, північ і центр В'єтнаму.

## Поширення і екологія
Японські вінаго мешкають в Японії, Китаї, Таїланді, Лаосі, В'єтнамі і на Тайвані, трапляються в Росії і Південній Кореї. Вони живуть у широколистяних і мішаних гірських лісах. Зустрічаються зграйками до 10 птахів, В Японії на висоті від 1000 до 1500 м над рівнем моря, в Китаї на висоті від 1375 до 1600 м над рівнем моря, на Тайвані на висоті до 2300 м над рівнем моря. Ведуть деревний спосіб життя. Живляться плодами, зокрема плодами вишні Prunus maximowiczii, винограду Vitis coignetiae і дерену. Гніздяться на деревах, гніздо являє собою невелику платформу з гілочок. У кладці 2 яйця.